# Мазайдек, Франц Фридрих
Франц Фридрих Мазайдек (нем. Franz Friedrich Masaidek; 4 октября 1840, Вена — 6 апреля 1911, Вена) — австрийский писатель

 и публицист.
Сын скорняка, некоторое время занимался отцовским ремеслом. В 1858 году дебютировал в венских газетах как фельетонист. Редактировал различные летучие периодические издания, активно публиковал в них сатирические памфлеты, обличавшие армейских солдафонов, еврейских спекулянтов и т. п. Постепенно занимал всё более националистическую и антисемитскую позицию. С 1882 года был одним из сподвижников Георга фон Шёнерера в создании Немецкого национального движения.
Написал:
1. «Gimpelmayers Krönungsfahrt nach Pest» (1867);
2. «Staberl als Fremdenführer» (1868);
3. «Gimpelmayers Fahrt zum Konzil» (1869);
4. «Wien und die Wiener» (1873);
5. «Lose Gedanken» (1891);
6. «Herzerfrischungen» (1893).